# 10343 Church
10343 Church è un asteroide della fascia principale. Scoperto nel 1991, presenta un'orbita caratterizzata da un semiasse maggiore pari a 3,1326672 UA e da un'eccentricità di 0,1492504, inclinata di 2,13833° rispetto all'eclittica. È dedicato a Frederic Edwin Church, pittore statunitense del XIX secolo.